# Peter Rundel
Peter Rundel (né en 1958 à Friedrichshafen) est un violoniste et chef d'orchestre allemand.

## Biographie
Il étudie le violon auprès d'Igor Ozim, et la direction d'orchestre auprès de Michael Gielen et Péter Eötvös. Il joue comme violoniste au sein de l'Ensemble Modern.
Il commence à diriger en 1987, essentiellement de la musique contemporaine.
En 1999, il crée Konzert de Manfred Trojahn à Cologne.
En 2011, il donne la première de Sonntag aus Licht de Karlheinz Stockhausen, avec la dédicataire de l'œuvre, la flûtiste Kathinka Pasveer, à l'opéra de Cologne.
En 2015, il crée l'opéra Giordano Bruno de Francesco Filidei.